# André Mineur
 André Mineur est un architecte belge de la période Art déco et moderniste qui fut actif à Bruxelles.

## Réalisations

### Immeubles de style Art déco
- 1927 : avenue Edmond Mesens 15 à Etterbeek[1];

- 1927 : rue Franz Merjay 190 à Ixelles (avec M. Derneden)[2];

- 1935 : transformation en style Art déco de la maison située au n° 38 de la rue de la Vallée à Ixelles[3];

### Immeubles de style moderniste
- 1931 : rue Baron de Castro 24 à Etterbeek[4].
- 1939 : rue Herry, sn, Bruxelles (Laeken), bâtiments administratifs de la brasserie Caulier[5]

### Immeubles de style éclectique
- 1927 : boulevard Saint-Michel 58 à Etterbeek (avec M. Derneden)[6];

- 1933 : avenue Nestor Plissart 93 à Woluwe-Saint-Pierre[7].

### Immeubles de style néo-baroque
- 1928 avenue Edmond Mesens 11-11a à Etterbeek[8].